# Piero Lulli
Piero Lulli est un acteur italien né le 1er février 1923 à Florence (Italie), mort à Rome (Italie) le 23 juin 1991.

## Biographie
Il est le frère du comédien Folco Lulli.

## Filmographie
- 1942 : Le Cavalier du désert (I cavalieri del deserto) de Gino Talamo et Osvaldo Valenti
- 1942 : Un pilote revient (Un pilota ritorna) de Roberto Rossellini
- 1942 : L'Ombre du passé (Una storia d'amore) de Mario Camerini
- 1946 : Un parmi la foule (Uno tra la folla) de Ennio Cerlesi
- 1947 : Chasse tragique (Caccia tragica) de Giuseppe De Santis
- 1947 : Sept Ans de malheur (Come persi la guerra) de Carlo Borghesio
- 1948 : Le Héros de la rue (L'eroe della strada) de Carlo Borghesio
- 1948 : Le Pain des pauvres (Vertigine d'amore) de Luigi Capuano
- 1950 : La Ceinture de chasteté (La cintura di castità) de Camillo Mastrocinque
- 1950 : Il sentiero dell'odio de Sergio Grieco
- 1950 : Sangue sul sagrato de Goffredo Alessandrini
- 1950 : Chanson du printemps (Canzone di primavera) de Mario Costa
- 1951 : Operazione mitra de Giorgio Cristallini
- 1951 : Le Loup de la frontière (Il lupo della frontiera) de Edoardo Anton
- 1951 : Anna d'Alberto Lattuada
- 1952 : Seulement pour toi, Lucie (Solo per te Lucia) de Franco Rossi
- 1952 : Core furastiero d'Armando Fizzarotti
- 1952 : Condannata senza colpa de Luigi Latini de Marchi
- 1952 : Infame accusa de Giuseppe Vari
- 1953 : Viva la rivista' d'Enzo Trapani
- 1953 : Di qua di là piave de Guido Leoni
- 1953 : L'Auberge tragique (Riscatto) de Marino Girolami
- 1953 : La campana di San Giusto de Mario Amendola et Ruggero Maccari
- 1953 : Ulysse (Ulisse) de Mario Camerini
- 1953 : Yalis, la vergine del roncador de Francesco De Robertis et Leonardo Salmieri
- 1954 : La Prisonnière d'Amalfi (La prigioniera di Amalfi) de Giorgio Cristallini
- 1954 : Ultima illusione de Vittorio Duse
- 1954 : Acque amare de Sergio Corbucci
- 1957 : Suprême Confession (Suprema confessione) de Sergio Corbucci
- 1958 : Sérénade au canon (Pezzo, capopezzo e capitano) de Wolfgang Staudte
- 1958 : La Flèche noire de Robin des Bois (Capitan Fuoco) de Carlo Campogalliani
- 1959 : I cattivi vanno in paradiso de Dionisio Horne et Lorenza Mazzetti
- 1959 : Les Loups dans l'abîme (Lupi nell'abisso) de Silvio Amadio
- 1959 : Il principe fusto de Maurizio Arena
- 1960 : Vacances en Argentine (Vacanze in Argentina) de Guido Leoni
- 1960 : La Reine des barbares (La regina dei tartari) de Sergio Grieco
- 1960 : Le Dernier des Vikings (L'ultimo dei vikinghi) de Giacomo Gentilomo
- 1960 : Spada senza bandiera de Carlo Veo
- 1961 : Romulus et Remus (Romolo e Remo) de Sergio Corbucci
- 1961 : Maciste à la cour du Cheik (Maciste contro lo sceicco) de Domenico Paolella
- 1961 : Les Lanciers noirs (I lancieri neri) de Giacomo Gentilomo
- 1961 : La Colère d’Achille (L'Ira di Achille) de Marino Girolami
- 1962 : L'Épervier des Caraïbes (Lo sparviero dei Caraibi) de Piero Regnoli
- 1962 : Le Roi Manfredi (Il re Manfredi) de Piero Regnoli : Manfredi
- 1962 : Lasciapassare per il morto de Mario Gariazzo
- 1962 : Jules César contre les pirates (Giulio Cesare contro i pirati) de Sergio Grieco
- 1962 : Le Gladiateur de Rome (Il gladiatore di Roma) de Mario Costa
- 1962 : Les Vikings attaquent (I Normanni) de Giuseppe Vari
- 1962 : Le Jour le plus court (Il giorno più corto) de Sergio Corbucci
- 1962 : Le Signe de Zorro (Il segno di Zorro) de Mario Caiano avec Sean Flynn
- 1963 : La Griffe du coyote (Il segno del coyote) de Mario Caiano
- 1963 : Le Retour des titans (Maciste, l'eroe più forte del mondo) de Michele Lupo
- 1963 : Hercule le héros de Babylone (L'eroe di Babilonia) de Siro Marcellini
- 1963 : Les Camarades (I compagni) de Mario Monicelli
- 1963 : Samson contre le corsaire noir (Sansone contro il corsaro nero) de Luigi Capuano
- 1963 : Les Parias de la gloire d'Henri Decoin
- 1963 : La Revanche de d'Artagnan (D'Artagnan contro i tre moschettieri) de Fulvio Tului
- 1964 : La Révolte de Sparte (La rivolta dei sette) d'Alberto De Martino
- 1964 : Le Triomphe d'Hercule (Il trionfo di Ercole) d'Alberto De Martino
- 1964 : La Fureur des gladiateurs (I due gladiatori) de Mario Caiano
- 1964 : La Révolte des prétoriens (La rivolta dei pretoriani) d'Alfonso Brescia
- 1964 : Les Géants de Rome (I giganti di Roma) d'Antonio Margheriti
- 1964 : Hercule contre les tyrans de Babylone (Ercole contro i tiranni di Babilonia) de Domenico Paolella
- 1964 : Buffalo Bill, le héros du Far-West (Buffalo Bill, l’eroe del Far West) de Mario Costa
- 1964 : Goliath à la conquête de Bagdad (Golia alla conquista di Bagdad) de Domenico Paolella
- 1965 : Goldocrack à la conquête de l'Atlantide (Il conquistatore di Atlantide) d'Alfonso Brescia
- 1965 : Hercule défie Spartacus (Il gladiatore che sfidò l'impero) de Domenico Paolella
- 1965 : Dans les mains du pistolero (Ocaso de un pistolero) de Rafael Romero Marchent
- 1965 : Les Renégats du désert (Una ráfaga de plomo) de Paolo Heusch et Antonio Santillán
- 1965 : Les Dollars du Nebraska (Ringo del Nebraska) d'Antonio Román
- 1965 : Les Sentiers de la haine (Il piombo e la carne') de Marino Girolami
- 1966 : Opération peur (Operazione paura) de Mario Bava
- 1966 : Lanky, l'homme à la carabine (Per il gusto di uccidere) de Tonino Valerii
- 1966 : Un doigt sur la gâchette (Dove si spara di più) de Gianni Puccini
- 1966 : Kitosch, l'homme qui vient du nord (it) (Kitosch, l'uomo che veniva dal nord) de José Luis Merino
- 1966 : El Rojo (Texas el Rojo) de Leopoldo Savona
- 1967 : Adiós hombre (Sette pistole per un massacro) de Mario Caiano
- 1967 : Tire encore si tu peux (Se sei vivo spara') de Giulio Questi
- 1967 : Deux Pistolets de Chiamango (Cjamango) d'Edoardo Mulargia : El Tigre
- 1967 : La Boue, le Massacre et la Mort (El Desperado) de Franco Rossetti
- 1967 : Gente d'onore de Folco Lulli
- 1967 : Ringo le vengeur (Dos hombres van a morir) de Rafael Romero Marchent
- 1967 : Le Diable sous l'oreiller (Un diablo bajo la almohada) de José María Forqué
- 1967 : La vengeance est mon pardon (La vendetta è il mio perdono) de Roberto Mauri
- 1967 : Le Jour de la haine (Per 100,000 dollari t'ammazzo) de Giovanni Fago
- 1967 : Dieu les crée, moi je les tue (Dio li crea... Io li ammazzo!) de Paolo Bianchini
- 1967 : Pas de roses pour OSS 117 d'André Hunebelle
- 1968 : Tout sur le rouge (Tutto sul rosso) d'Aldo Florio
- 1968 : La Malle de San Antonio (Una pistola per cento bare) d'Umberto Lenzi
- 1968 : Ringo cherche une place pour mourir (Joe... cercati un posto per morire!) de Giuliano Carnimeo : Paul Martin
- 1968 : Les Pistoleros du Nevada (I morti non si contano) de Rafael Romero Marchent
- 1969 : Raptus (Eros e Thanatos) de Marino Girolami
- 1969 : La Patrouille des sept damnés (Comando al inferno) de José Luis Merino
- 1969 : Le Dernier des salauds (Il pistolero dell'Ave Maria) de Ferdinando Baldi
- 1969 : Django arrive, préparez vos cercueils (C'è Sartana... vendi la pistola e comprati la bara) de Giuliano Carmineo
- 1970 : Chapagua (L'oro dei bravados) de Giancarlo Romitelli
- 1970 : Le commando des braves (Consigna : Matar al comandante en jefe) de José Luis Merino
- 1970 : Une traînée de poudre, les pistoleros arrivent (Una nuvola di polvere... un grido di morte... arriva Sartana'') de Giuliano Carnimeo
- 1970 : Hold-up à Sun Valley (El más fabuloso golpe del Far-West) de José Antonio de la Loma
- 1972 : Comment faire cocu les maris jaloux (Come fu che Masuccio Salernitano, fuggendo con le brache in mano, riuscì a conservarlo sano) de Silvio Amadio
- 1972 : Shanghaï Joe (Il mio nome è Shanghai Joe) de Mario Caiano
- 1972 : Folie meurtrière (Mio caro assassino) de Tonino Valerii
- 1972 : El Zorro justiciero de Rafael Romero Marchent
- 1973 : Mon nom est Personne (Il mio nome è Messino) de Tonino Valerii
- 1973 : Il figlio della sepolta viva de Luciano Ercoli
- 1974 : La Jeunesse de Lucrèce Borgia (Lucrezia giovane) de Luciano Ercoli
- 1974 : Si ce n'est toi c'est donc ton frère (Carambola, filotto... tutti in buca) de Ferdinando Baldi
- 1975 : Trinita, une cloche et une guitare (Prima ti suono e poi ti sparo) de Franz Antel
- 1976 : Fräulein SS (La svastica nel ventre) de Mario Caiano